# Trifolium lanceolatum
Trifolium lanceolatum là một loài thực vật có hoa trong họ Đậu. Loài này được (J.B.Gillett) J.B.Gillett miêu tả khoa học đầu tiên.